# Ngumbi
Ngumbi (auch Combe und Kombe genannt) ist eine Bantusprache und wird von circa 4000 Menschen in Äquatorialguinea gesprochen. 
Sie ist an der Küste der Provinz Litoral verbreitet. 
Ngumbi wird in der lateinischen Schrift geschrieben.

## Klassifikation
Ngumbi ist eine Nordwest-Bantusprache und gehört neben der Sprache Yasa zur Yasa-Gruppe innerhalb der Bube-Benga-Gruppe, die als Guthrie-Zone A30 klassifiziert wird.
Sie hat die Dialekte Asonga, Bomudi und Moganda.

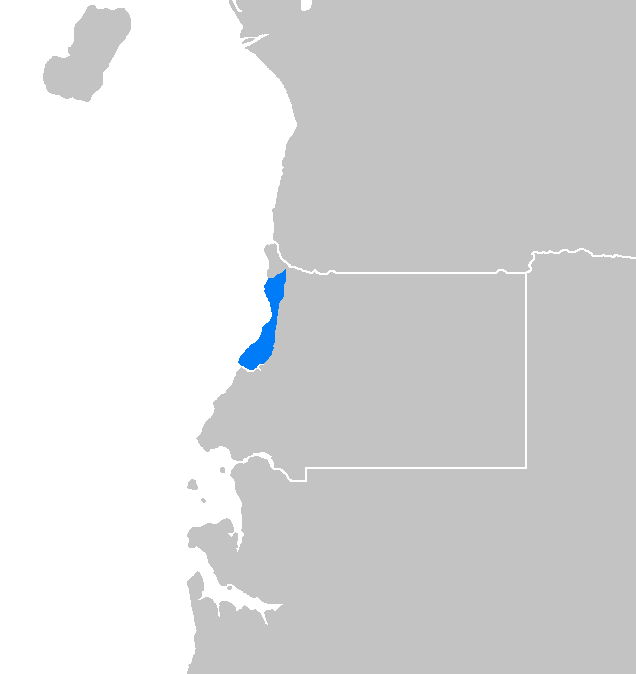
Sprachraum von Ngumbi